# Arthraxon nudus
Arthraxon nudus är en gräsart som först beskrevs av Ernst Gottlieb von Steudel, och fick sitt nu gällande namn av Ferdinand von Hochstetter. Arthraxon nudus ingår i släktet Arthraxon och familjen gräs. Inga underarter finns listade i Catalogue of Life.